# Humberto Solás
Humberto Solás Borrego (Havana, 14 de dezembro de 1941 - Havana, 17 de setembro de 2008), mais conhecido como Humberto Solás, foi um cineasta e guionista cubano.
Foi membro do júri do Festival de Berlim em 1977 e 1997.